# Peter Gilmore

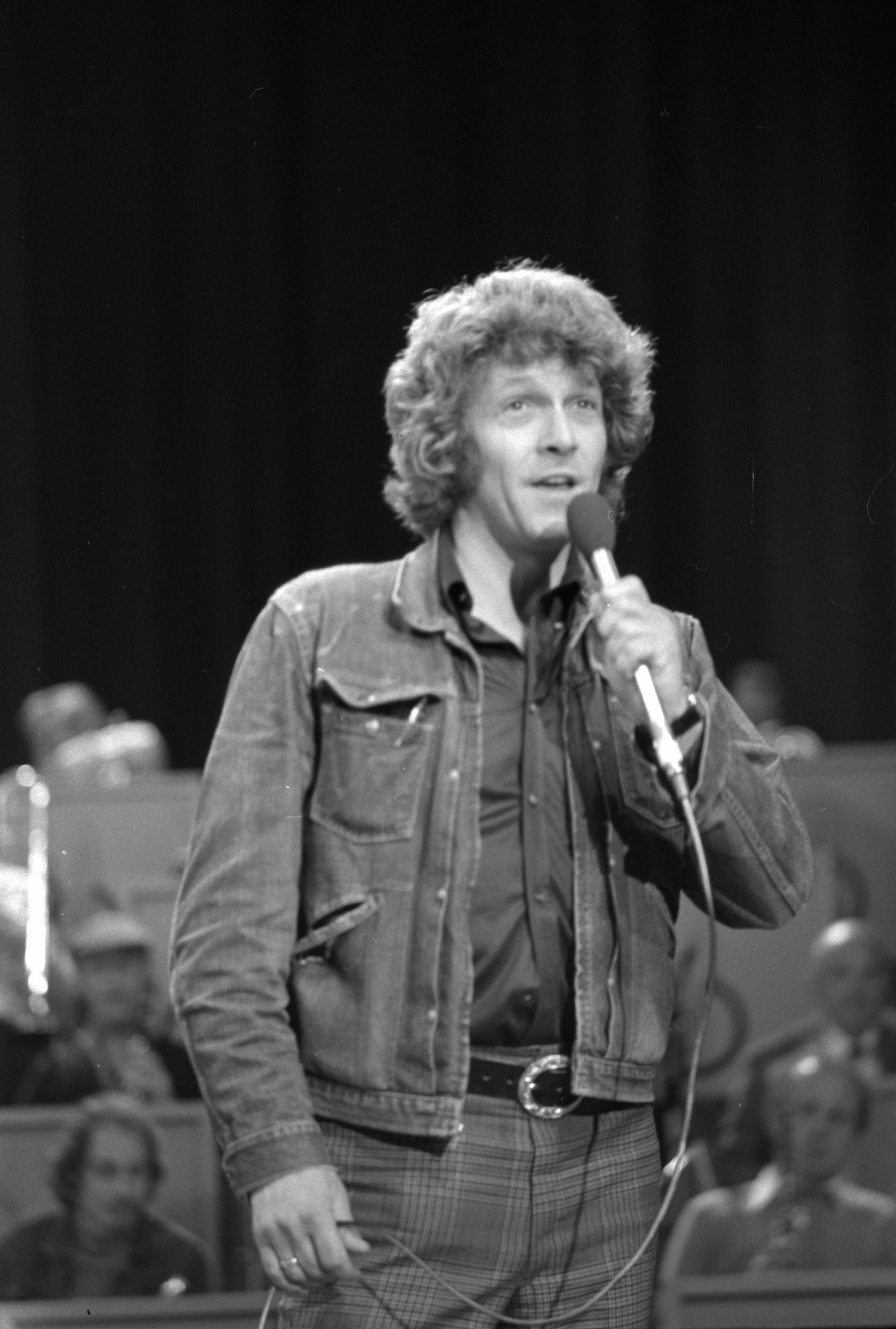
Peter Gilmore in Luxor Theater Rotterdam, 1974

Peter Gilmore (* 25. August 1931 in Leipzig; † 3. Februar 2013 in London) war ein britischer Schauspieler und Sänger.

## Leben
Peter Gilmore kam im Alter von sechs Jahren nach England und brach dann mit 14 Jahren die Schule ab, um an der Royal Academy of Dramatic Arts Schauspiel zu studieren, bis er verwiesen wurde. Bei seinem kurzen Aufenthalt in der Armee begeisterte er sich fürs Singen und schloss sich dann den George Mitchell Singers an. In den 1960er-Jahren war er Mitglied der erfolgreichen „Carry-On-Truppe“ in den Ist ja irre …-Filmkomödien.
Internationale Bekanntheit erlangte er jedoch in den 1970er-Jahren als Schiffsreeder James Onedin, der Zentralfigur der britischen Fernsehserie Die Onedin-Linie.
In den Jahren 1958/59 spielte er neben Roger Moore eine wiederkehrende Rolle in der Fernsehserie Ivanhoe.

## Privates
Peter Gilmore war von 1958 bis 1969 mit der britischen Schauspielerin und Tänzerin Una Stubbs verheiratet, mit der er einen adoptierten Sohn Namens Jason hatte. In zweiter Ehe war er von 1970 bis 1976 mit der britischen Theater- und Filmschauspielerin Jan Waters verheiratet. In dritter Ehe, von 1987 bis zu seinem Tode 2013 (im Alter von 81 Jahren), war er mit der britischen Schauspielerin Anne Stallybrass – sie starb am 3. Juli 2021 im Alter von 82 Jahren, – verheiratet. In den beiden ersten Staffeln (Folgen 1–29) der Fernsehserie Die Onedin-Linie war sie seine erste Ehefrau „Anne“, geborene  Webster; als er sie heiratete, bekam er das Schiff „Charlotte Rhodes“ als Mitgift. Sie lebten zum Teil in Barnes (London) und besaßen ein Cottage namens „Onedin House“ in Dartmouth (Devon), das als Drehort für Szenen in The Onedin Line diente.

## Filmografie (Auswahl)
- 1958: Ivanhoe (Fernsehserie)
- 1963: Ist ja irre – diese müden Taxifahrer (Carry On Cabby)
- 1964: Ist ja irre – ’ne abgetakelte Fregatte (Carry On Jack)
- 1964: Ist ja irre – Cäsar liebt Cleopatra (Carry On Cleo)
- 1965: Ist ja irre – der dreiste Cowboy (Carry On Cowboy)
- 1967: Ist ja irre – Nur nicht den Kopf verlieren (Don’t Lose Your Head)
- 1967: Ist ja irre – In der Wüste fließt kein Wasser (Follow That Camel)
- 1967: Das total verrückte Krankenhaus (Carry On Doctor)
- 1967: Minirock und Kronjuwelen (The Jokers)
- 1968: Alles unter Kontrolle – keiner blickt durch (Carry On… Up the Khyber)
- 1969: Das total verrückte Irrenhaus (Carry On Again Doctor)
- 1969: Oh! What a Lovely War
- 1970: Inzest (My Lover My Son)
- 1971: Das Schreckenskabinett des Dr. Phibes (The Abominable Dr. Phibes)
- 1971: Heinrichs Bettgeschichten oder Wie der Knoblauch nach England kam (Carry On Henry)
- 1978: Tauchfahrt des Schreckens (Warlords of Atlantis)
- 1979: Der Furchtlose (A Man Called Intrepid)
- 1971–1980: Die Onedin-Linie (Fernsehserie)
- 1981: Die Manions aus Amerika (Jim O’Brian)
- 1992: Mach’s nochmal, Columbus (Carry On Columbus)

## Diskografie
Er veröffentlichte mehrere Lieder im Stil von singenden Seefahrern, englische Shantys und hatte in den 1970ern und 1980ern Jahren damit großen Erfolg neben seiner Schauspielrolle als James Onedin.

### Alben
- 1974 James Onedin Songs Of The Sea (LP) by Omega International
- 1977 (Album) Peter Gilmore Sings Gently (LP) by Philips

### Singles & Extended Plays
- 1960 Single (Promo) Follow That Girl His Master’s Voice
- 1976 Sailor (Seemann) by Warner Bros. Records
- 1979 The Boy From Rotterdam (Ketelbinkie) by GIP (giprecords.com)